# Willa „Biruta”
Willa Biruta – neoklasycystyczna willa znajdująca się przy ul. Matejki w miejscowości Konstancin-Jeziorna pod Warszawą. Została wzniesiona w 1914 roku przez Biuro Architektoniczno-Budowlane Władysława Czosnowskiego dla księżnej Marii Ogińskiej. Nazwa Willi pochodzi od litewskiego imienia, utożsamianego z silną, aktywną i pełną energii kobietą.

## Architektura
Willa „Biruta” to piętrowy budynek zaprojektowany na rzucie prostokąta. Jednolita, neoklasycystyczna forma nawiązuje do głównych nurtów realizowanych przez architektów dwudziestolecia międzywojennego.  Budynek wyróżnia symetria kształtu bryły oraz duża liczba zdobień. Elewacja frontowa jest 11-osiowa i posiada niezwykle bogatą dekorację, na którą składają się: charakterystyczne obramowania okienne, profilowane tympanony oraz liczne płaskorzeźby. Fasadę wieńczą trzy ryzality na osiach centralnej i skrajnych. Ryzalit środkowy z głównym wejściem jest zakończony trójkątnym szczytem z wolutami i amforami, zaś ryzality skrajne zwieńczone są tralkowymi attykami. Przy elewacji północnej znajduje się drewniany ganek o bogatej snycerce, z drugiej strony zaś murowany wsparty na kolumnach taras z kutą balustradą. Elewację południową zdobi ganek z kolumienkami i łukami ostrymi, zwieńczony żeliwną balustradą tarasu w drugiej kondygnacji. Przed wejściem do budynku znajduje się fontanna. Detale architektoniczne elewacji i wnętrz zachowały się w oryginalnym stanie.

## Historia
Od momentu powstania do wybuchu II wojny światowej willa funkcjonowała jako kameralny pensjonat – filia warszawskiego hotelu Bristol, położona na terenie popularnej miejscowości uzdrowiskowej. W Willi Biruta znajdowało się kilkanaście pokoi gościnnych, wspólny salon oraz jadalnia. Pensjonat przez lata prowadził komisarz uzdrowiska Konstancin-Jeziorna – Zdzisław Karwosiecki oraz jego żona Janina z Hutten-Czapskich Karwosiecka. Malowniczy ogród Willa Biruta dzieliła z sąsiednią Willą „Leliwa”, pełniącą również funkcje hotelowe. Po wybuchu II wojny światowej, funkcjonowanie domów wczasowych w Konstancinie-Jeziorna zostało zawieszone. W 1945 Willa Biruta na mocy Dekretu Bieruta została upaństwowiona, a jej wnętrza zaaranżowano na mieszkania komunalne. W 2008 Willa Biruta została zwrócona spadkobiercom dawnych właścicieli. Od 2009 roku, willa znajduje się pod ochroną konserwatora zabytków.

## Współczesność
W 2015 roku Willa Biruta została sprzedana spółce akcyjnej Horcus Investment Group. Nowi właściciele obiecali przeprowadzić rewitalizację budynku zgodnie z zachowaniem oryginalnych detali architektonicznych. Za projekt remontu Willi Biruta odpowiadała Hanna Jung-Migdalska – architekt z uprawnieniami konserwatora zabytków, na stałe współpracująca z Łazienkami Królewskimi w Warszawie. Inwestora planował przekształcenie wnętrz willi w apartamenty o podwyższonym standardzie. W 2017 roku prace budowlane zostały wstrzymane ponieważ członkom zarządu właściciela postawiono zarzuty wyłudzenia pieniędzy. Willa niszczała pozostawiona bez okien z uszkodzonym dachem. W 2024 roku willę kupiła firma Westminster Polska, która powierzyła prace nad projektem rewaloryzacji firmie 77 Studio architektury.